# Stemhebbende alveolaire laterale affricaat
De stemhebbende alveolaire laterale affricaat is een medeklinker die in het Internationaal Fonetisch Alfabet aangeduid wordt met d͡ɮ of dɮ. 
De klank komt voor in enkele Noord-Amerikaanse talen zoals het Haida en het Tlingit. De klank wordt meestal gespeld als dl, maar in het Zoeloe staat dl voor de normale fricatief /ɮ/. Er zijn maar weinig talen buiten Noord-Amerika waarin de klank voorkomt.

## Kenmerken
- De manier van articulatie is affricaat, wat wil zeggen dat de klank geproduceerd wordt door de luchtstroom eerst geheel te blokkeren, en vervolgens door een vernauwing in het spraakkanaal te blazen waardoor turbulentie ontstaat.
- Het articulatiepunt is alveolaar, wat wil zeggen dat de klank uitgesproken wordt door de tong contact te laten maken met  de bovenste tandkas of superieure alveolare rand.
- Het type articulatie is stemhebbend, wat wil zeggen dat de stembanden meetrillen bij het articuleren van de klank.
- Het is een orale medeklinker, wat wil zeggen dat de lucht door de mond naar buiten stroomt.
- Het is een laterale medeklinker, wat wil zeggen dat de lucht langs de zijkanten van de tong stroomt.
- Het luchtstroommechanisme is pulmonisch-egressief, wat wil zeggen dat lucht uit de longen gestuwd wordt, in plaats van uit de glottis of de mond.

Deze pagina bevat fonetische informatie in het IPA, die in sommige browsers mogelijk niet correct wordt weergegeven.
Waar symbolen in paren voorkomen, vertegenwoordigt het rechter teken een stemhebbende medeklinker. Gearceerde gebieden bevatten medeklinkers die worden beschouwd als onuitspreekbaar.
Zie ook: IPA, Klinkers